# تقييم الأسهم العادية
يعتبر تقييم الأسهم العادية من أنواع تقييم الأوراق المالية وذلك لثلاث أسباب رئيسة:
1. لا يوجد أي تدفقات مالية معروفة سلفا أو مضمونة.
2. عمر السهم لانهائي حيث لا يوجد موعد استحقاق للسهم.
3. ولا يوجد طريقة سهلة لمعرفة معدل العائد المطلوب الذي يحدده السوق.

## التدفقات النقدية
يتضمن سعر السهم عاملين رئيسين:
- التدفق النقدي الناجم عن السهم.
- سعر بيع السهم في نهاية فترة الاحتفاظ.

و لنفترض أنه وبطريقة ما أنك علمت أنك ستبيع السهم ب 70$ في نهاية العام
و أن هناك توزيعات نقدية 10$ وكان معدل العائد المطلوب 25% فإن القيمة الحالية
{\displaystyle PV=(P1+D1)/(1+R1)}
حيث:
- P1:سعر البيع.
- D1:التوزيعات في نهاية السنة.
- R1:معدل العائد المطلوب.

أي:
PV=80/1.25
PV=64$
و هذا هو سعر السهم الآن.
و لكن سعر السهم لا يتحدد بالاحتفاظ به لسنة واحدة بل بالاحتفاظ به للأبد كالتالي:
{\displaystyle P0=((D1/(1+R1))+(D2/(1+R)^{2})+(D3/(1+R3)^{3})+........)}

## حالات خاصة

### حالة اللا نمو
أي أن الأرباح لا تنموا بل أنها ثابتة طوال عمر الشركة.
{\displaystyle D=D1=D2=D3=D4=D5=constant}
{\displaystyle P0=((D/(1+R1))+(D/(1+R)^{2})+(D/(1+R3)^{3})+....}
و بالشكل النهائي:
{\displaystyle P0=D/R}

### حالة النمو الثابت
بافتراض أن أرباح الشركة تنموا بشكل ثابت فإن:
{\displaystyle D1=D0*(1+g)}
حيث:
- g=معدل النمو.
- {\displaystyle D2=D1*(1+g)1}
- {\displaystyle D2=D0*(1+g)^{2}}

و هكذا
و يكون سعر السهم وفق هذا النموذج:
- {\displaystyle P0=D1/(R-g)}

و لايصلح هذا النموذج في حال كان معدل العائد المطلوب أقل من النمو إلا أنه في الواقع فإن معدل العائد المطلوب أكبر من النمو حيث أن العائد المطلوب على الأسهم العادية مرتفع نظرا لوجود مخاطرة أعلى والنمو غالبا ما يكون قريبا من نمو الناتج القومي في الدول.

## حالة النمو غير الثابت
من غير الواقعي بقاء الأرباح للشركة بدون نمو ومن غير الواقعي أيضا استمرار نموها بنفس المقدار طوال الأعوام لهذا تم تطوير نموذج في حالات النمو المتعدد وهذا أقرب إلى الواقعية.
ففي بدايات الشركة تنمو أرباح الشركة بشكل كبير ثم تستقر عند معدلات نمو قريبة من معدلات نمو الناتج المحلي الإجمالي.
أي أننا إذا أردنا تقييم سهم نتوقع أن يمر بأكثر من مرحلة نمو فإننا نقوم بحساب القيمة الحالية للتدفقات النقدية في مرحلة النمو الأولى ثم نقوم بتقييم السهم كما في حالة النمو الثابت.
و يكون حساب القيمة الحالية على أساس أن معدل الخصم هو نفسه معدل العائد المطلوب.
ثم نقوم بتقييم السهم حسب المعادلة في حالة النمو الثابت حسب نسبة النمو في المرحلة الثانية والتي من المفترض أن تستمر إلى الأبد ونقوم بخصم الناتج حسب عدد السنوات التي بعدها سيكون هذا المعدل من النمو وبمعدل خصم مساوي لمعدل العائد المطلوب.

### مثال
و لتقريب الفكرة بشكل أوضح إليكم هذا المثال:
يتوقع للشركة العربية أن تقوم بتوزيع أرباح في السنتين الأولتين بمعدل نمو 20% ثم أن يستقر النمو عند 10% علما بأن معدل العائد المطلوب 25% وآخر توزيع للأرباح كان دينارا عربيا واحدا.
نقوم بحساب التدفقات النقدية لأول عامين:
- للعام الأول: 1*(1+0.2)*(1/(1.25)^1).
- = 1.2*0.8
- = 0.96.....(1)
- للعام الثاني: 1*(1+0.2)^2*(1/(1.25)^2).
- = 1.44*0.64
- = 0.92......(2)
- ثم:
- (1.44*1.1)/(0.25-0.1))/(1/(1.25)^2)
- = (1.58/0.15*0.64
- = 10.53*0.64
- = 6.72....(3)
- ثم:
- (1)+(2)+(3)
- = 0.96+0.92+6.72
- =8.6

أي أن سعر السهم في هذه اللحظة يساوي 8.6دينارا عربيا.